# 沟后水库溃坝
沟后水库溃坝于1993年8月27日22时40分中华人民共和国青海省海南州共和县的沟后水库，死者325人（尸体285具，40人失踪至今）。恰卜恰乡、曲沟乡和恰卜恰镇的13个村、38个国营集体单位受灾，其中达毁灭性程度的单位共13个；受灾农民、牧民、职工521户、2837人。

## 原因
1993年汛期来水较多，7月14日由3261.0m开始蓄水。7月30日库水位达到3267.0m，坝后开始渗流逸出。1993年8月27日22时40分左右，沟后水库发生垮坝事故。垮坝前实测蓄水位为3277.31米，高出防浪墙上游平台0.3m。溃坝洪水最大流量2780立方米/秒，23时20分洪峰到达恰卜恰镇最大洪水流量为1290立方米/秒。下泄水量约268万立方米，冲垮坝体50%。恰卜恰乡、曲沟乡、恰卜恰镇的13个村，38个单位受灾。直接经济损失达1.53亿元。事故直接原因：
- 施工单位对防浪墙上游水平底板与坝体迎水面面板端部连接处的止水施工质量问题，导致水库畜水后漏水、浸润坝体。
- 设计单位对坝体未设置垂直排水带，坝体浸润线抬高逐步饱和，塌陷垮坝。